# تاکانه-زاکورا
تاکانه-زاکورا (به ژاپنی: 高嶺桜 タカネザクラ Takane-zakura) در برخی منابع (نام علمی: Prunus nipponica) و در برخی منابع دیگر (نام علمی: Prunus nipponica Matsumura) ذکر شده‌است. (به انگلیسی: Japanese alpine cherry) یک نوع ساکورای خودرو و از انواع مامه-زاکورا است و همانطور که از نامش برمی‌آید، در مناطق پر ارتفاع در کوه‌ها می‌روید و در آب‌وهوای سرد بهتر رشد می‌کند. به همین سبب در استان هوکایدو استان سردسیر ژاپن نیز انتشار دارد. این نوع درخت در بین درختان ساکورا بالاترین توانایی رشد در ارتفاعات کوه را دارد. نام دیگر آن مینه-زاکورا است. درخت آن برگریز است و ارتفاع درخت بالغ به ۵ تا ۱۰ متر می‌رسد. زمان شکوفایی شکوفهٔ آن دیر هنگام در بهار است و در ماه مه تا ژوئن شکوفا می‌شود در اوایل شکوفایی برگ‌های آن قرمز است و سمت شکوفه‌ها رو به پایین است. تاکانه-زاکورا ۵ گلبرگ دارد و قطر گل در حدود ۲ تا ۳ سانتیمتر و رنگ آن صورتی کمرنگ تا سفید است. درخت آن کوچک است و ارتفاع درخت بین ۲ تا ۵ متر است.

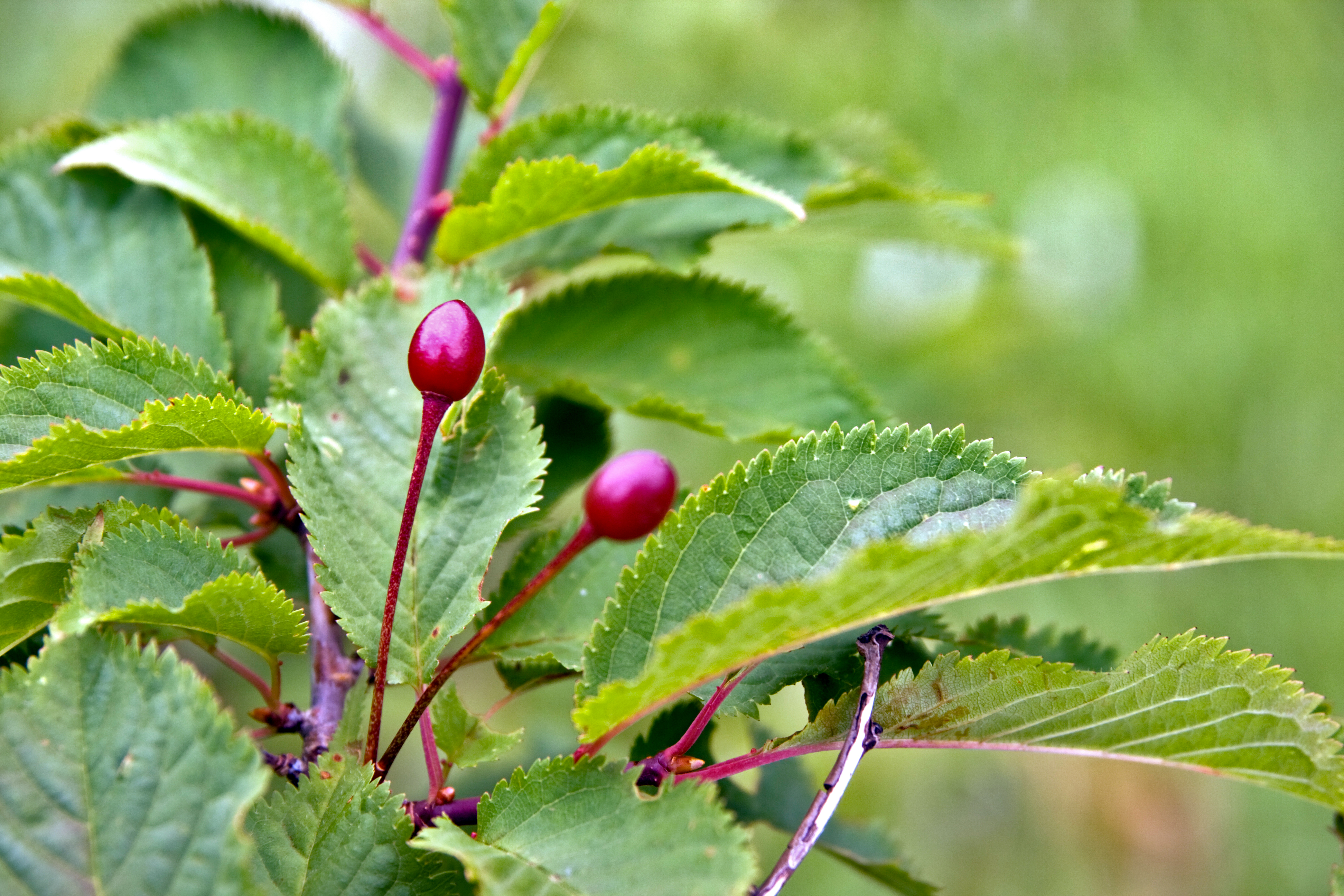
گیلاس درخت تاکانه-زاکورا